# Chapelle Notre-Dame-des-Sept-Douleurs de Montgenèvre
La Chapelle Notre-Dame-des-Sept-Douleurs est une chapelle catholique française, située à Montgenèvre (Hautes-Alpes) dans le diocèse de Gap et d'Embrun.

## Historique et architecture
Restaurée et repeinte en 1996, elle laisse apparaître une pierre gravée datant de 1780. La coquille Saint-Jacques peinte au-dessus de l’entrée rend hommage à saint Jacques pour son périple jusqu’à Compostelle (Montgenèvre se trouvant sur l’itinéraire de son pèlerinage). La croix de la chapelle a été restaurée en 2006. 

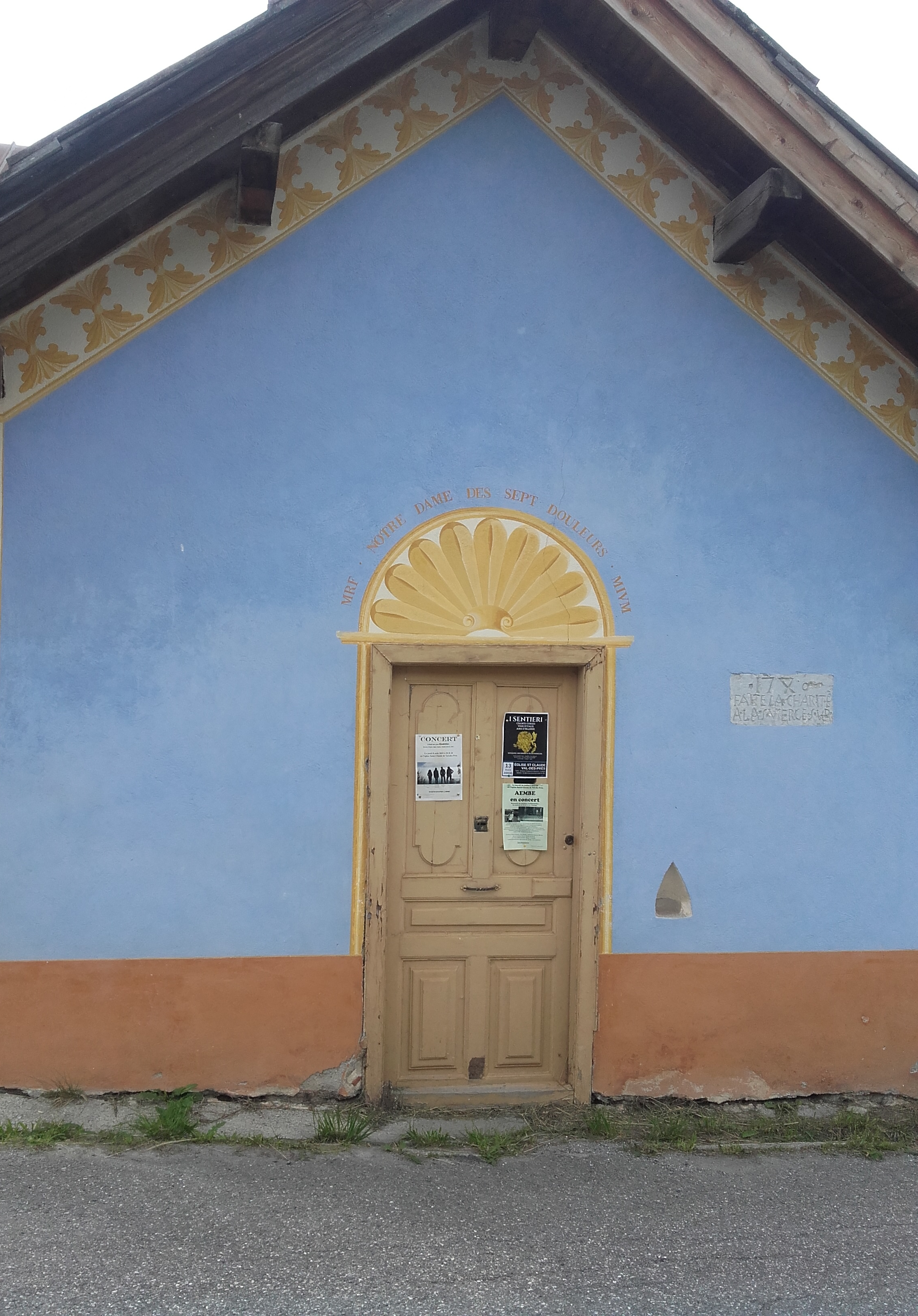
Entrée de la chapelle